# Saga de Frithiof

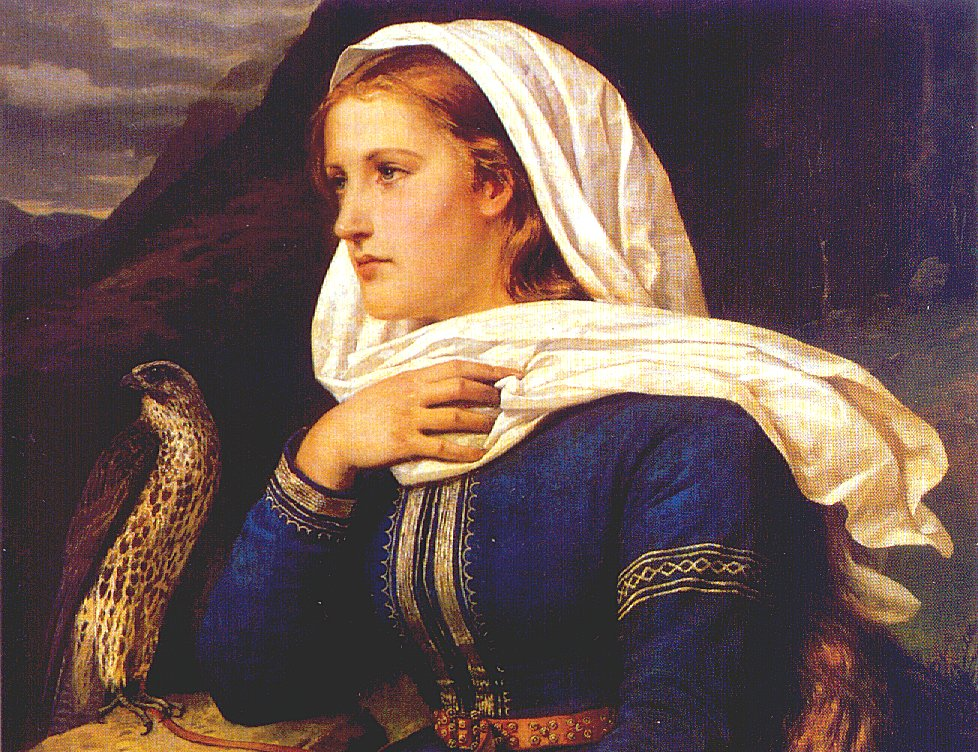
Ingeborg
Peter Nicolai Arbo

La saga de Frithiof (en nórdico antiguo Friðþjófs saga hins frœkna) es una saga legendaria islandesa del siglo XII, continuación de otra obra, La saga de Thorstein, hijo de Viking (Þorsteins saga Víkingssonar). Relata unos sucesos que tuvieron lugar en Noruega, en el siglo VIII y se hizo conocida por la versión del escritor sueco Esaias Tegnér en el siglo XIX.

## Sinopsis

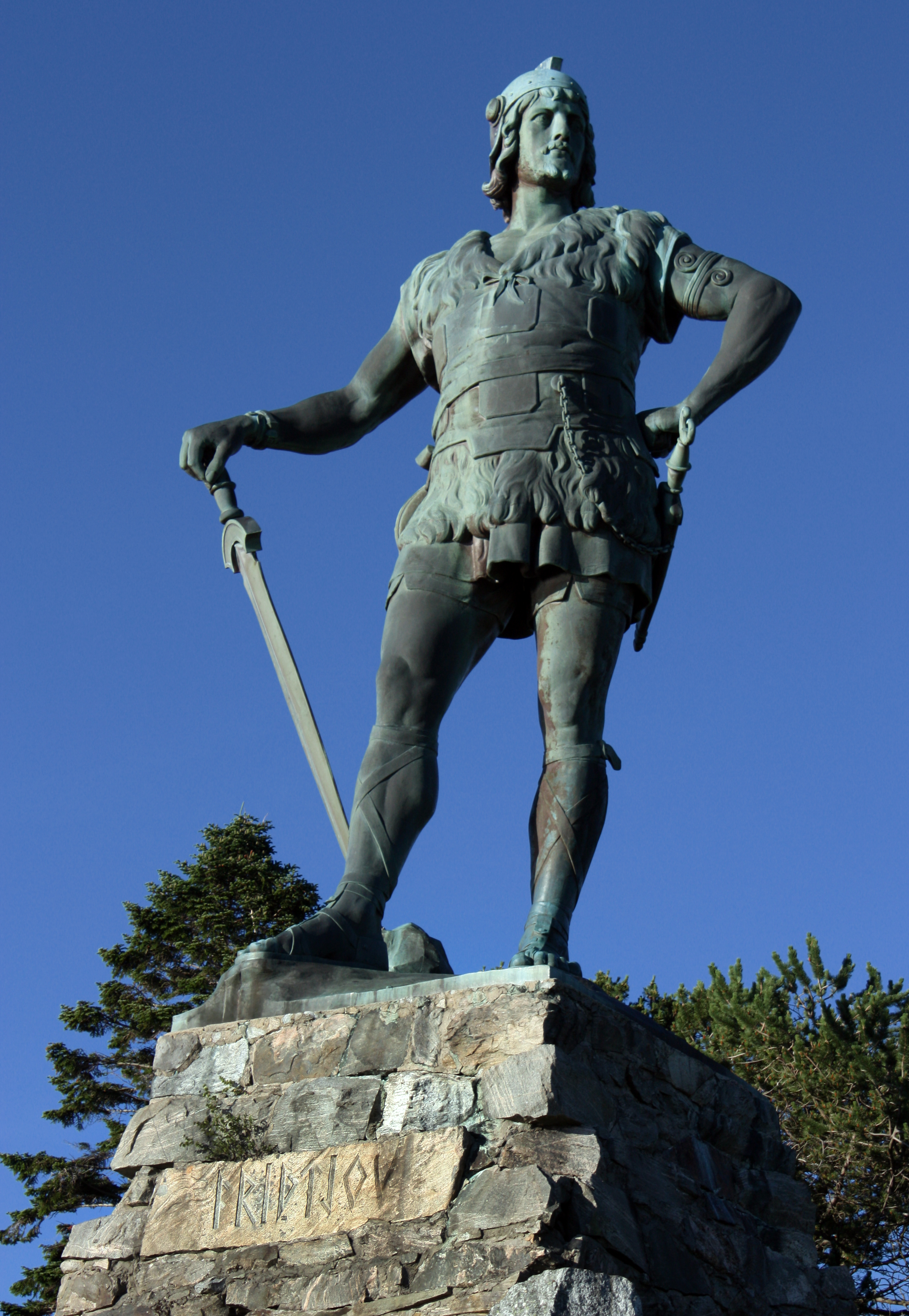
Estatua de Frithiof
Max Unger (1913)

El rey Beli de Sogn, tenía dos hijos varones, Helgi el mayor y Halfdan, y una hija llamada Ingeborg. En el otro extremo del fiordo, vivía el amigo del rey Thorstein (Þorsteinn) cuyo hijo Frithiof (Friðþjófr) le apodaron el que resalta o el rotundo (hinn frœkni). Frithiof era el más alto, el más fuerte y el más valiente entre los hombres.
Cuando los hijos del rey todavía eran jóvenes, la madre murió. Un buen hombre de Sogn llamado Hilding (Hildingr), oró para que la hija del rey tuviese una buena crianza. Frithjof era hermano adoptivo de Ingeborg (Ingibjörg) y crecieron juntos con Hilding como padre adoptivo.
Pero Beli y Þorsteinn murieron en batalla y los hermanos Helgi y Halfdan tomaron el poder del reino. Los dos hermanos estaban celosos de las cualidades de Frithiof y le negaron la mano de Ingeborg. La llevaron al recinto sagarado de Balder (Baldrshagi) donde nadie se atrevía a dañar a otro y donde ninguna mujer u hombre había tenido relaciones sexuales. Aun así Frithiof siguió visitando Ingeborg y continuaron amándose. Esto provocó que Helgi y Halfdan enviasen a Frithjof lejos, a las Orcadas para recoger el danegeld (tributo) y, durante su ausencia, se incendió la granja de Frithiof y casaron a su hermana con el anciano rey Ring de Ringerike.
Al regresar Frithiof y ver lo sucedido, quemó el templo de Balder y se fue para vivir como vikingo. Pasaron tres años hasta que visitó al rey Ring pasando un invierno con él y antes de morir Ring, se reveló la identidad de Frithiof y el moribundo rey le nombró jarl y le hizo guardián del hijo que tuvo con Ingeborg. El rey Ring murió, y Frithiof se casó Ingeborg convirtiéndose en rey de Ringerike, tras lo cual declaró la guerra a los hermanos, mató a uno de ellos y convirtió al segundo en su vasallo.

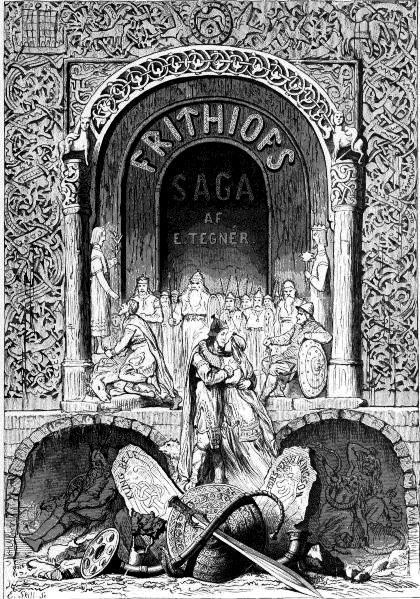
La saga de Frithiof
trad. Esaias Tegnér (1876)

## Traducciones de la saga de Frithiof
La saga de Frithiof se ha traducido al menos 22 veces en inglés, veinte veces en alemán, y por lo menos una vez en cada lengua europea conocida, incluido en islandés en 1866 y sueco en 1737.

## Estatua de Frithiof
El káiser Guillermo II de Alemania erigió una estatua de Frithiof en el pueblo de Vangsnes, Vik en el condado de Sogn og Fjordane, Noruega en julio de 1913, obra del escultor alemán Max Unger.